# 七瀬由紀子
七瀬 由紀子（ななせ ゆきこ、1989年4月6日- ）は、日本の女性、アイドル、歌手、グラビアアイドル、女優、タレント、ダンサー。2007年よりアリーナミュージックに所属。
千葉県出身。身長153cm。B80、W52、H80。愛称は「ゆっきぃ」。

## 人物
- 「奇跡のウエスト52cm」がキャッチコピー。
- 趣味は「料理」「香水等良い香りの物を収集」「カフェ巡り」。
- 簿記など商業系の資格多数所有。
- 特技は短距離走（小学生の時に全国ベスト8）、ダンス。
- 市立船橋高等学校卒業。
- 元東京湾納涼船ゆかたダンサーズ2008のメンバー。
- アイドルグループ「星のオトメ歌劇団」メインボーカルとしても活動したが、2011年9月23日に同歌劇団を卒業、ソロとして本格始動。ちなみに同歌劇団のメンバーだった一ノ瀬由真とは今でも仲良しとのこと[1]。

## 出演

### テレビ
- 「音楽ば〜か」テレビ東京
- 「ベストヒット京都」出演PaniCrew KBS京都
- 「秋葉系アイドルチャンネル」（MC イジリー岡田、森下悠里）BS11
- 「グラドルアスリート〜水泳編」エンタ371
- 「アイ活!!」MUSIC JAPAN TV
- 「めっちゃ、アイドルやねん！」スカパーエンタ371

### ラジオ
- 『STROBE NIGHT!』（ストロボ・ナイト!）FM NACK5（水）MC土屋滋

### 配信
通信カラオケサイバーダム
- 一万年の孤悲
- キミヘエキスプレス〜地球最後の日〜
- 涙の海で抱き締めて

着うた配信
- ホシカゲシングル収録曲がすべて着うた配信中

有線リクエスト
- ホシカゲ楽曲すべてが有線でリクエスト可能

### 出版
- Go Ahead Live Idol/LIVE IDOL （音楽専科社）
- Curedollキュアドール（エイジアハウス）
- ネクストブレイク!! ネオアイドルPERFECT FILE (扶桑社)
- 週刊プレイボーイ（集英社）
- スコラ（スコラマガジン）
- サンケイスポーツ新聞
- スポーツ報知新聞
- スポニチ新聞
- 日刊スポーツ新聞
- 東京中日スポーツ新聞

### ライブ
- TOKYO IDOL FESTIVAL 2010
- 富士スピードウェイ
- 富士急ハイランドコニファーフォレスト
- 赤坂サカス Sacas広場
- 汐留AX
- 日比谷野外音楽堂
- 第30回神宮外苑花火大会、軟式球場
- よしもとプリンスシアター
- 渋谷O-EAST
- 渋谷o-west
- 原宿アストロホール
- 渋谷BOXX
- キネマクラブ
- マウントレイニアー
- 大阪CLUB Vijon
- イオンショッピングモール
- HMVインストア
- TOWER RECORDS インストア
- 石丸電気

他

### ダンスステージ
- 東京ドーム
- 東京ドームシティー
- 東京ビッグサイト
- メルパルク東京
- 千葉マリンスタジアム
- 新木場STUDIO COAST
- 東京湾納涼船

### 映画
- 「平成トンパチ野郎〜男はツラだよ〜」（2009年）（マジカル／グラッソ）マドンナ：本田奈々子役
- 「GL」主役（2010年）ジョリーロジャー

### 舞台
- 「聖なる夜のトリックスター」マコト役
- 「ア・サ・ナ・ギ」マイ役
- 「NO RAIN NO RAINBOW」カタヤマシホ（花嫁）役

### WEB
- 「きゅるるん学園」（アキバ系BB チャンネル）
- 「ZAKZAK」（夕刊フジ）
- 「男の遊び」出演、相原誠、ミスター雁之助 他
- 「GIRLS TRAIN」
- 「DMMライブトーク」
- 「アイトピックス」
- 「Yahoo！グラビア天気予報」

## 作品

### DVD
ファーストイメージビデオ
- 「Wink 05 七瀬由紀子」（2008年10月29日、オルスタックピクチャーズ）ASIN B001EYMG26

### デジタル写真集
- 「GIRLS TRAIN」 動画付写真集 七瀬由紀子（あっと驚く放送局）

### CD

#### シングル
- 「Ready JUMP」（2010年11月24日、アリーナレコーズ、ARJP-001]）ASIN B004A7LYGS

（オリコン インディーズ ウェークリーチャート 最高位9位）
星のオトメ歌劇団名義
- 「一万年の孤悲」（Bellwood Records）

（オリコン デイリーチャート 最高位19位）
- 「キミヘエキスプレス〜地球最後の日〜」（Bellwood Records）
- 「涙の海で抱き締めて」（Bellwood Records）
- 「ひばりが愛したカメラマン」（HMV限定発売）

### アルバム
- 「ホシカゲベスト」（Bellwood Records）